# Mouhammadou Jaiteh
Mouhammadou Einstein Jaiteh (* 27. November 1994 in Pantin), auch als Mam Jaiteh bekannt, ist ein französischer Basketballspieler, der für Dubai Basketball spielt. Der 211 cm große und 113 kg schwere Mann mit gambischen und senegalesischen Wurzeln spielt wahlweise auf der Position des Power Forward oder des Centers.

## Karriere

### Verein
Mit JSF Nanterre gewann Jaiteh 2014 den französischen Pokal. In der darauffolgenden Saison gewann er mit seinem Verein die EuroChallenge 2014/15, wozu er mit durchschnittlich 8,8 Punkte und 5,5 Rebounds beitrug. Jaiteh meldete sich zum NBA-Draft 2015 an, wurde jedoch nicht ausgewählt.
Im Spieljahr 2016/17 stand er bei SIG Straßburg unter Vertrag, anschließend wechselte er innerhalb der französischen Liga zu Limoges CSP weiter. Im November 2018 verließ er Limoges und nahm ein Angebot des italienischen Erstligisten Fiat Turin an. Im Vorfeld der Saison 2019/20 wechselte er zu Awtodor Saratow nach Russland. In der Saison 2020/21 stand er bei Gaziantep Basketbol in der Türkei unter Vertrag, überzeugte dort in der Hauptrunde mit Mittelwerten von 16 Punkten und elf Rebounds je Begegnung. Im Juli 2021 wurde er von Virtus Bologna verpflichtet. Im Mai 2022 gewann er mit der Mannschaft den EuroCup, im Endspiel erzielte der Franzose 13 Punkte. Jaiteh wurde als bester Spieler der Eurocup-Saison 2021/22 ausgezeichnet.
In der Sommerpause 2023 kehrte er in die französische Liga zurück, er nahm ein Angebot von AS Monaco an. Er gewann mit der Mannschaft 2024 die französische Meisterschaft. Im Juli 2025 wechselte er in die Vereinigten Arabischen Emirate zu Dubai Basketball.

### Nationalmannschaft
Im Sommer 2015 nahm Jaiteh an der Vorbereitung der Nationalmannschaft auf die Europameisterschaft 2015 teil. Obwohl er zunächst nicht im endgültigen Kader vertreten war, rückte er nach der Verletzung von Alexis Ajinca auf und wurde schließlich in drei Spielen eingesetzt, bei denen er im Schnitt 2,0 Punkte erzielte und somit zum Gewinn der Bronzemedaille beitrug.

## Persönliches
Jaitehs Vater wanderte aus dem Senegal aus, während seine Mutter aus Gambia stammt. 

## Erfolge

### Im Verein
- Französischer Meister: 2024
- Französischer Pokalsieger: 2014
- Sieger der EuroChallenge 2014/15
- Sieger des EuroCup 2020/21

### Mit der Nationalmannschaft
- . Platz bei der Basketball-Europameisterschaft 2015